# Pichelswerder

Lage von Pichelswerder auf einem Plan aus dem Jahr 1899

Pichelswerder ist eine Flussinsel der Havel im Berliner Ortsteil Wilhelmstadt des Bezirks Spandau.

## Lage
Die Insel Pichelswerder liegt zwischen dem von der Havel durchflossenen Pichelssee und dem Stößensee. Im Norden der Insel schließen sich die Tiefwerder Wiesen an; sie wird nördlich vom Kleinen Jürgengraben und nordöstlich vom Hauptgraben begrenzt. Das Innere der Insel besteht aus einem bewaldeten Naturschutzgebiet mit alten Eichen und Kiefern. Die Ufer werden überwiegend von Ruder- und Segelvereinen genutzt. Auf Pichelswerder befindet sich – beidseitig der Heerstraße – eines der zwölf Hundeauslaufgebiete Berlins.

## Geschichte

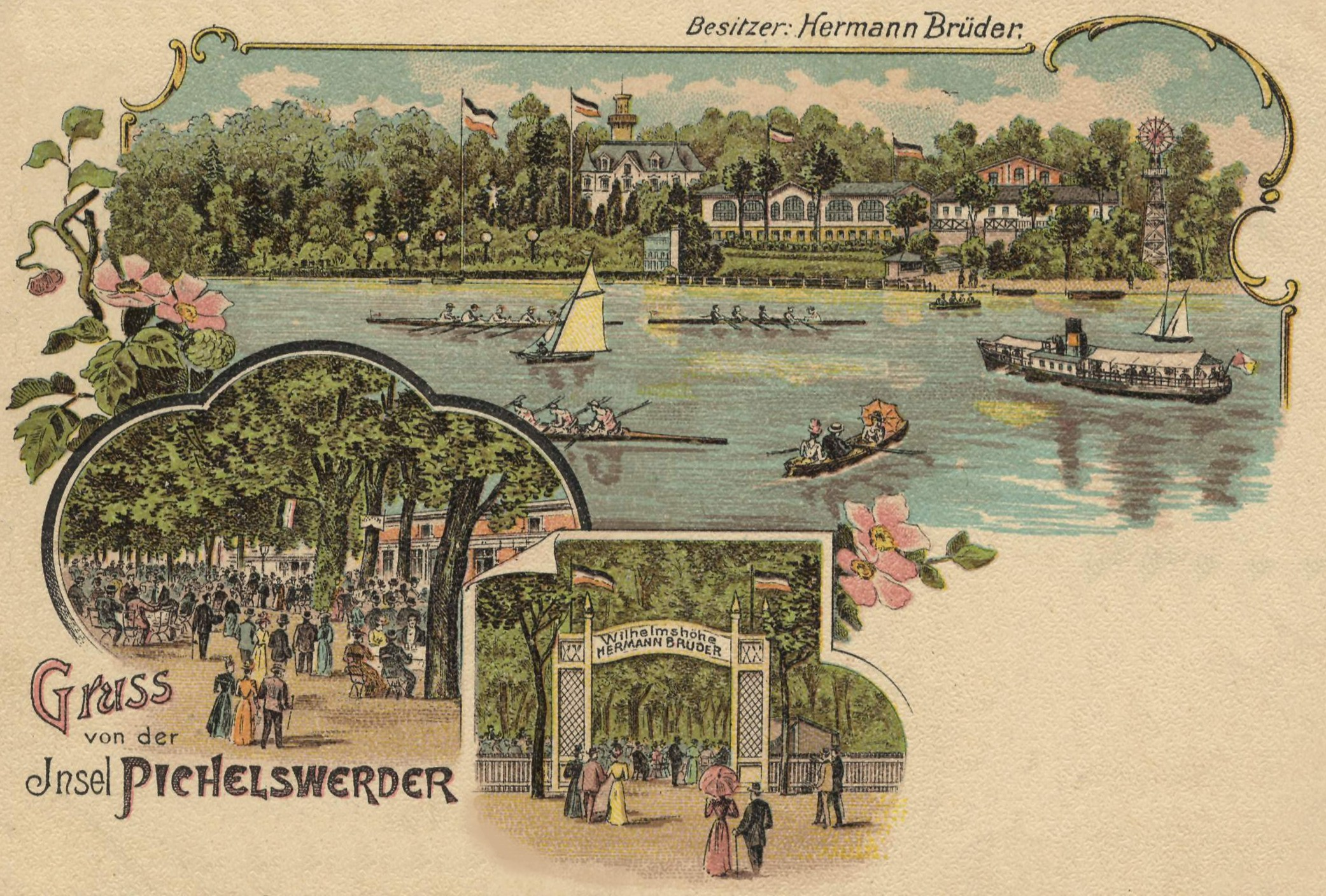
Pichelswerder auf einer Postkarte aus dem Jahr 1906

Pichelswerder wurde in der Mitte des 19. Jahrhunderts von den Spandauern und Berlinern als beliebtes Ausflugsziel entdeckt. Es entstanden mehrere bekannte Ausflugsgaststätten, darunter die „Wilhelmshöhe“, der „Königgrätzer Garten“ (heute: Siemenswerder), das Wirtshaus zum Freund und das Wirtshaus Rackwitz. Der große Saal dieser Gaststätte wurde nach dem Zweiten Weltkrieg als Film- und Fernsehstudio genutzt.
Auf der Insel Pichelswerder wurde 1879, in einer von Nord nach Süd verlaufenden Längsmulde nahe den westlichen Lokalen an der Havel, ein Findling entdeckt. Der Volksmund taufte den Stein mit dem Namen Wendischer Opferaltar. Der Findling auf einem Mauersockel ist seit etwa 1950 verschollen.
Im Jahr 1882 wurde eine Pontonbrücke über den Stößensee gelegt, über die man für einen „Sechser“ zu den Gaststätten gelangen konnte. Daneben dienten auch mehrere Fähren dem Verkehr von und nach Pichelswerder. Mit dem Bau der Heerstraße zwischen 1903 und 1911 wurde Pichelswerder im Westen durch die Freybrücke mit dem benachbarten Pichelsdorf und im Osten durch die Stößenseebrücke mit Charlottenburg verbunden.
Bis zur Eingemeindung nach Groß-Berlin im Jahr 1920 bildete Pichelswerder einen eigenständigen Gutsbezirk im Landkreis Osthavelland. Bei der Volkszählung von 1910 hatte der Gutsbezirk 39 Einwohner. Pläne für einen Nationalpark Pichelswerder aus den 1910er Jahren sowie für ein Reichsehrenmal Pichelswerder aus den 1920er Jahren wurden ebenso wenig realisiert wie die Bauten für eine Weltausstellung, die die Nationalsozialisten für 1950 auf dem Gelände geplant hatten.

## Pichelswerder in der Sage
In einigen Versionen der Schildhornsage ist Pichelswerder Ausgangspunkt der Flucht des Slawenfürsten Jaxa von Köpenick vor Albrecht dem Bären durch die Havel zum Schildhorn im Gründungsjahr der Mark Brandenburg 1157.